# Oligopogon hybotinus
Oligopogon hybotinus là một loài ruồi trong họ Asilidae. Oligopogon hybotinus được Loew miêu tả năm 1847. Loài này phân bố ở vùng Cổ Bắc giới và nhiệt đới châu Phi.